# Рябцево (Починковский район)
Ря́бцево— деревня в Смоленской области России, в Починковском районе. Население — 849 жителей (2007 год). Расположена в центральной части области в 26 км к северу от Починка. Входит в состав Мурыгинского сельского поселения. Автобусное сообщение со Смоленском. Газифицирована.

## Экономика
Яновский спиртзавод, средняя школа.

## Транспорт
В деревне находится одноимённая железнодорожная станция на линии Колодня — Рославль, открытая в 1868 году.

## Достопримечательности
В деревне есть памятник погибшим воинам в годы Великой Отечественной войны и мемориальные плиты с фамилиями погибших. Расположен в центре деревни.